# Ciechocinek
Ciechocinek (polsk udtale: [t͡ɕɛxɔˈt͡ɕinɛk]; tysk (1941-1945): Hermannsbad) er en by i det nordlige, centrale Polen, i voivodskabet Kujawsko-pomorskie og har 10.415(2021) indbyggere, og et areal på 	15,3 km². Den er en del af powiat Aleksandrowski
Den ligger ved floden Wisła omkring 10 km øst for Aleksandrów Kujawski og 20 km sydøst for byen Toruń i den historiske region Kujavia.
Ciechocinek er kendt for sine store salt-fordampningstårne. Eksperter har anset de lokale saltvandskilder for at være af ekstrem værdi og navngivet den termiske kilde nr. 14 "et naturvidunder" med store terapeutiske kvaliteter.

## Historie
Ciechocineks historie går tilbage til middelalderen. Det tilhørte Kongeriget Polen indtil Polens anden deling i 1793, hvor det blev annekteret af Preussen. I 1807 blev det en del af det kortvarige polske Hertugdømmet Warszawa, og i 1815 blev det en del af Kongrespolen, oprindeligt autonomt inden for Russiske Kejserrige, fra 1844 som en del af Guvernementet Warszawa. Da Wieliczka og Bochnia, byer som var rige på saltforekomster, faldt til Østrig i Polens første deling, trak saltressourcerne i Ciechocinek og det nærliggende Słońsk polske embedsmænds opmærksomhed På initiativ af Stanisław Staszic blev der oprettet et saltudvindingsprojekt. Udviklingen af spa-anlægget og kurstedet i Ciechocinek går tilbage til 1836. I 1867 fik Ciechocinek en jernbaneforbindelse med Bydgoszcz og Warszawa. Den hurtige udvikling og popularitet blandt gæster fra ind- og udland bidrog til tildelingen af stadsrettigheder i 1916.
Efter at Polen genvandt sin uafhængighed efter Første Verdenskrig i 1918, blev kurbadet overtaget af den polske regering og underordnet sundhedsministeriet. Nogle helbredelsesfaciliteter var blevet ødelagt under krigen, men blev ombygget, og nye pensionater, et posthus, skole, et bolig- og kommercielt kompleks, præsidentens palæ og andre faciliteter blev bygget. Sundhedsparken blev også oprettet, bestående af en termisk saltvandspool, Jordan-haven, en sportsplads og store grønne områder omkring fordampningstårnene.

## Galleri
- Nygotisk Sankt Peter og Paulus kirke
- Łazienki No.4 (kurbad)
- Offentlig park i Ciechocinek
- Kurbygninger (vandhal)
- Ormuz Villa bygget i 1881
- Saltfordampningsanlæg i Ciechocinek